# Clarion Chukwura
Clara Nneka Oluwatoyin Folashade Chukwurah (Lagos, 24 de julio de 1964) es una actriz y activista nigeriana.

## Carrera
En su natal Lagos realizó sus estudios secundarios en el Queen of the Rosary College y estudió actuación en la Universidad Obafemi Awolowo. Fue reconocida por las Naciones Unidas como Embajadora de Paz por su trabajo benéfico en África. Inició su carrera en la actuación en 1980 y cuatro años después obtuvo el reconocimiento nacional por su papel en la telenovela Mirror in the Sun. Fue la primera mujer nigeriana en ganar el premio a la mejor actriz en el Festival Panafricano de Cine y Televisión de Uagadugú de 1982.

## Vida personal
En 2016 contrajo matrimonio con Anthony Boyd, convirtiéndose a la religión de su esposo, los Testigos de Jehová.

## Filmografía destacada

### Televisión
- Bello's Way (1984)
- Mirror in the Sun (1984)
- Ripples (1989)
- Super Story (2001)
- Delilah(2016-)[5]

### Cine
- Fiery Force (1986)
- Money Power (1982)
- Farewell to Babylon (1979)